# NGC 1373
NGC 1373 este o galaxie eliptică situată în constelația Cuptorul. A fost descoperită în 29 noiembrie 1837 de către John Herschel. Se află la o distanță de 17,54 megaparseci de Pământ.